# Glaciar Margerie
El glaciar Margerie es un glaciar de agua de marea de 34 km de largo en bahía de los Glaciares, Alaska, Estados Unidos, dentro de los límites del parque nacional y reserva de la Bahía de los Glaciares. El glaciar comienza en las laderas sur del monte Root, a una elevación de 3920 m, en la frontera entre Alaska y Canadá que fluye hacia el sureste por el valle, y luego gira hacia el noreste hacia su término en Tarr Inlet. El glaciar Margerie es uno de los glaciares más activos y visitados de Glacier Bay, que fue declarado monumento nacional en 1925, parque nacional y peserva en 1980, Reserva Mundial de la Biosfera por la UNESCO en 1986 y Patrimonio de la Humanidad en 1992. Mientras la mayoría de los glaciares de marea en el parque han retrocedido durante las últimas décadas, el glaciar Margerie se ha estabilizado, ni crece ni retrocede, mientras que el glaciar de Johns Hopkins avanza.
El glaciar Margerie se extiende río arriba por una longitud de 34 km desde la ensenada de Tarr hasta su nacimiento en la ladera sur del Monte Root. El ancho del glaciar es de aproximadamente 1,6 km y la altura total en su extremo es de aproximadamente 110 m incluyendo 30 m bajo el agua.
En 1750, la bahía de los Glaciares era un solo glaciar masivo, pero debido a las temperaturas medias más altas y a las menores cantidades medias de nieve caídas durante los últimos siglos, se ha transformado en lo que ahora es un fiordo de 105 km con muchos glaciares más pequeños. El glaciar Margerie está ubicado en el extremo noroeste de la bahía y está situado perpendicular al glaciar Grand Pacific.
Bahía de los Glacieres y sus numerosos glaciares son accesibles solo por aire y agua, ya que no hay carreteras en el parque. La abrupta bajada de la terminal del glaciar Margerie permite que los cruceros y los pequeños botes turísticos del parque fondeen en las cercanías y brinden vistas de cerca del desprendimiento de hielo.

## Historia
El glaciar Margerie lleva el nombre del geólogo y geógrafo francés Emmanuel de Margerie, quien visitó la zona en 1913. La bahía de los Glaciares estaba completamente cubierta por el hielo en 1794 cuando el capitán  George Vancouver y su expedición fueron detenidos por una pared de hielo de 32 km de ancho y 1200 m de alto. Cuando John Muir visitó la bahía por primera vez en 1879, el hielo se había retirado a 77 km hacia la bahía. Desde entonces, la pared de hielo se ha retirado a 105 m de la boca de la bahía y es solo un remanente del enorme glaciar visto por Vancouver. La bahía ahora contiene ocho glaciares de marea, incluida Margerie, dentro de pequeñas ensenadas a lo largo de su perímetro.
Los glaciares de bahía de los Glaciares son restos de un avance general del hielo, la Pequeña Edad de Hielo, que comenzó hace unos 4000 años. Este avance no es comparable a la glaciación continental que ocurrió durante la Edad de Hielo de Wisconsin del Pleistoceno. Hacia 1750, la Pequeña Edad de Hielo alcanzó su etapa máxima y comenzó una recesión general de los glaciares. Se han registrado flujos de hielo en el glaciar Margerie a 610 m por año o 1,8 m por día. El avance se redujo a una tasa de 9,1 m por año o aproximadamente 2,5 cm por día hasta 1998, cuando se registró cierto grado de recesión, ya que la parte norte del término formaba una pequeña ensenada, mientras que el sur parte continuó avanzando a 0,30 m por año. En la década de 1990, el glaciar Margerie se adjuntó al glaciar Grand Pacific; sin embargo, desde entonces se ha desprendido del Grand Pacific, que está retrocediendo, con escombros de una morrena en el espacio entre los glaciares.

## Características

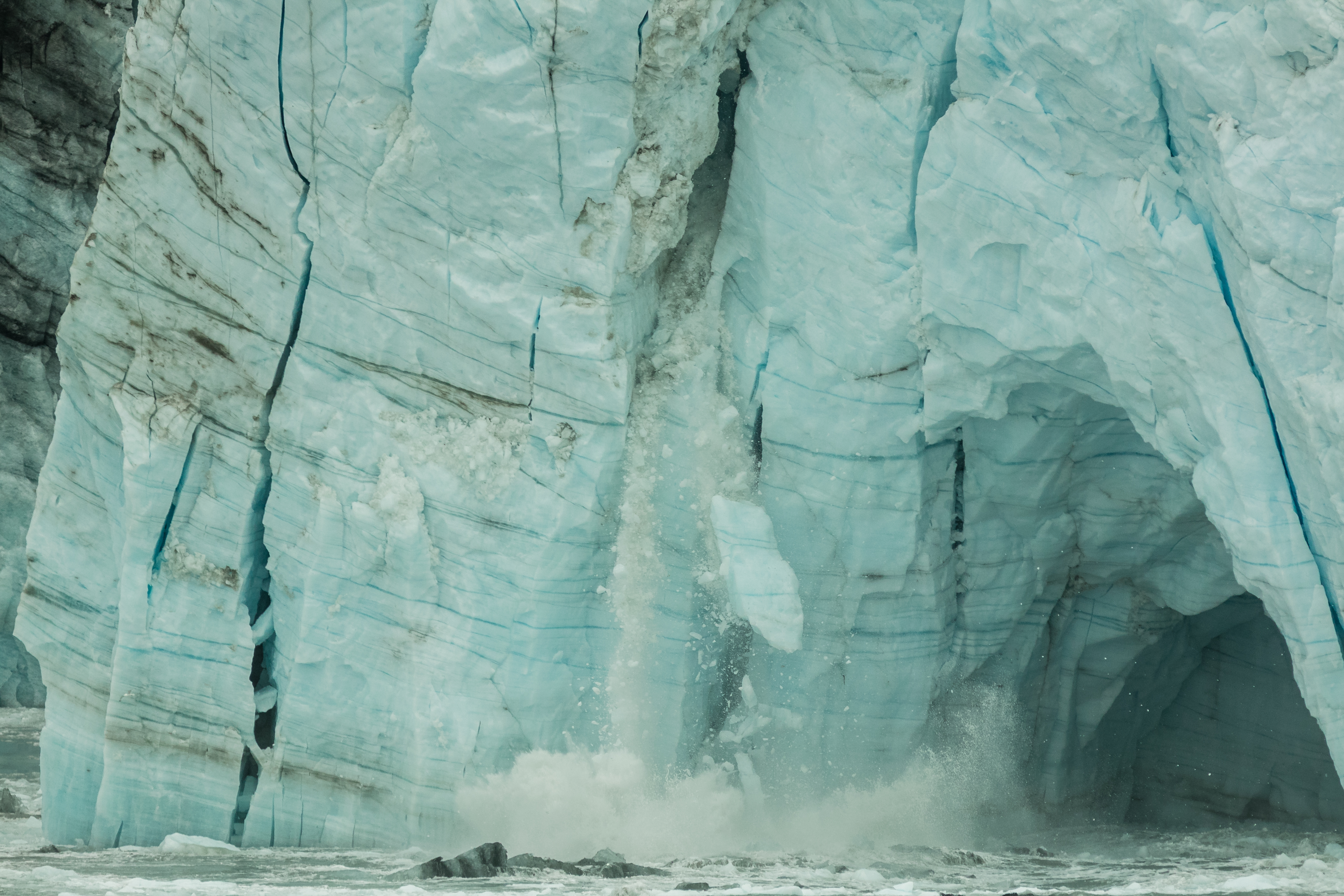
Parto de trozos de hielo (animación de parto)

El glaciar Margerie se clasifica como un glaciar de marea, uno de los once que quedan en el parque, ocho en la bahía y tres en la zona costera del parque en el Océano Pacífico. Un glaciar de marea es aquel cuyo término se encuentra con agua de mar al menos durante la marea alta, si no en todos los niveles de marea. El glaciar Margerie y otros seis glaciares tienen extremos que están completamente sumergidos en todos los niveles de marea. El glaciar Margerie tiene una altura total de 110 m de los cuales 76 m se elevan por encima del nivel del agua y 30 m por debajo de la superficie del agua. Como muchos glaciares, contiene morrenas que aparecen como áreas oscuras compuestas de tierra, piedras y rocas más grandes mezcladas con el hielo y transportadas corriente abajo para eventualmente ser expulsadas del final del glaciar. El hielo glacial aparece azul como resultado de la absorción de longitudes de onda de luz roja, naranja, amarilla y verde y, en consecuencia, los charcos de agua de deshielo en la parte superior del glaciar aparecerán de un azul brillante. El glaciar Margerie es un glaciar mucho más limpio con menos escombros en comparación con el glaciar Grand Pacific ubicado adyacente al flanco noreste de Margerie. También es uno de los glaciares más activos para el desprendimiento de hielo junto con el glaciar Johns Hopkins. Cuando un glaciar se calienta, emite sonidos similares a los disparos del agrietamiento del hielo y la liberación del aire atrapado, luego un estruendo rugiente cuando el hielo cae al mar. Los afloramientos de agua dulce emergen del área central del final del glaciar, generados por corrientes de agua de deshielo que corren debajo del glaciar. Estas áreas atraen a las aves marinas que se alimentan de los peces que se encuentran allí.
En un estudio de la geología del lecho rocoso y los recursos minerales de la bahía de los Glaciares, de 17 áreas clasificadas como que contienen depósitos minerales, el glaciar Margerie ha sido identificado como que contiene depósitos de cobre.

## Flora y fauna
El glaciar Margerie forma parte del parque nacional y Reserva de la Bahía de los Glaciares que, con su combinación de glaciares mareomotrices, costas, fiordos, ríos y lagos, ofrece paisajes terrestres y marinos muy diversos que albergan 333 taxones de plantas vasculares, 274 especies de aves, 160 especies de peces, 41 especies de mamíferos y 3 especies de anfibios. Los charranes árticos y las gaviotas anidan en las rocas del glaciar Margerie. A medida que este glaciar se cría, perturba al krill y a los peces pequeños, lo que lo convierte en un lugar ideal para las aves. Las ballenas jorobadas y los osos pardos también se ven a veces cerca de este glaciar. Se han realizado estudios en el glaciar Margerie en ratones glaciares, que son colonias de musgos que se mueven a través del glaciar a lo largo del tiempo, debido a fuerzas que no se comprenden bien.

## Véase también

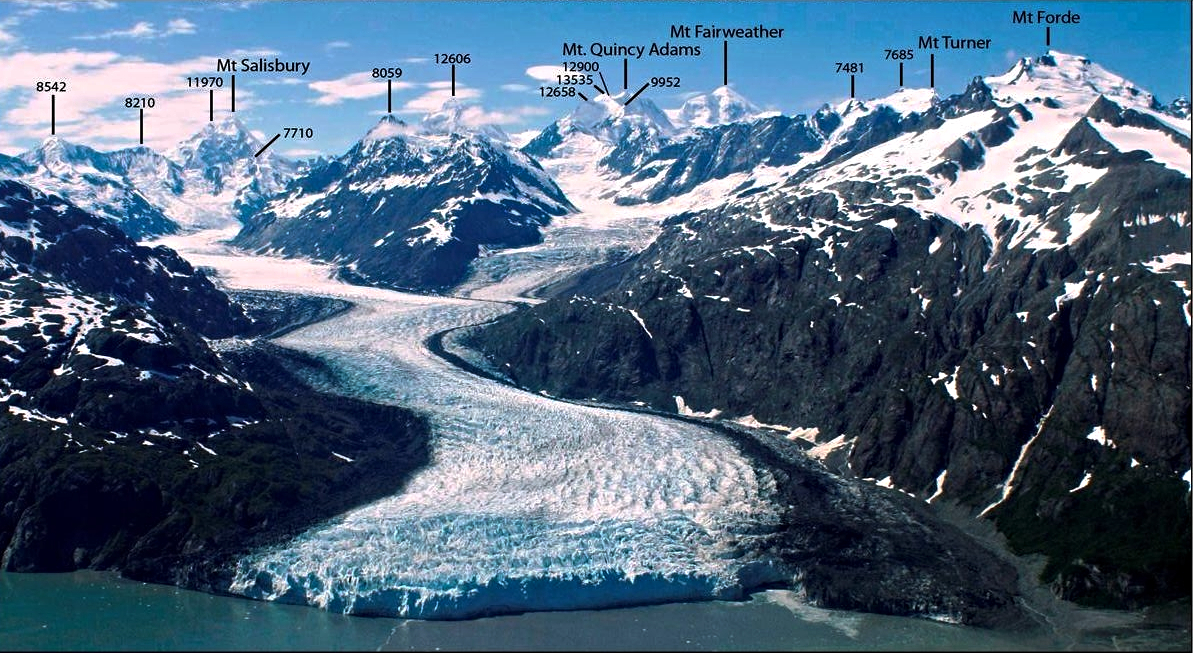
Vista aérea del glaciar Margerie